# Gleditsia aquatica
Gleditsia aquatica — вид квіткових рослин з родини бобових (Fabaceae). Поширення: США, Мексика.

## Біоморфологічна характеристика
Гледиція водна часто виростає від 15 до 18 метрів. Вона зазвичай зустрічається в болотах і віддає перевагу частковому сонцю. Утворює плоскі боби, які містять лише одне насіння. Листя зазвичай простої форми, але іноді зустрічається листя як у акації. 